# Cubs W och L flaggor

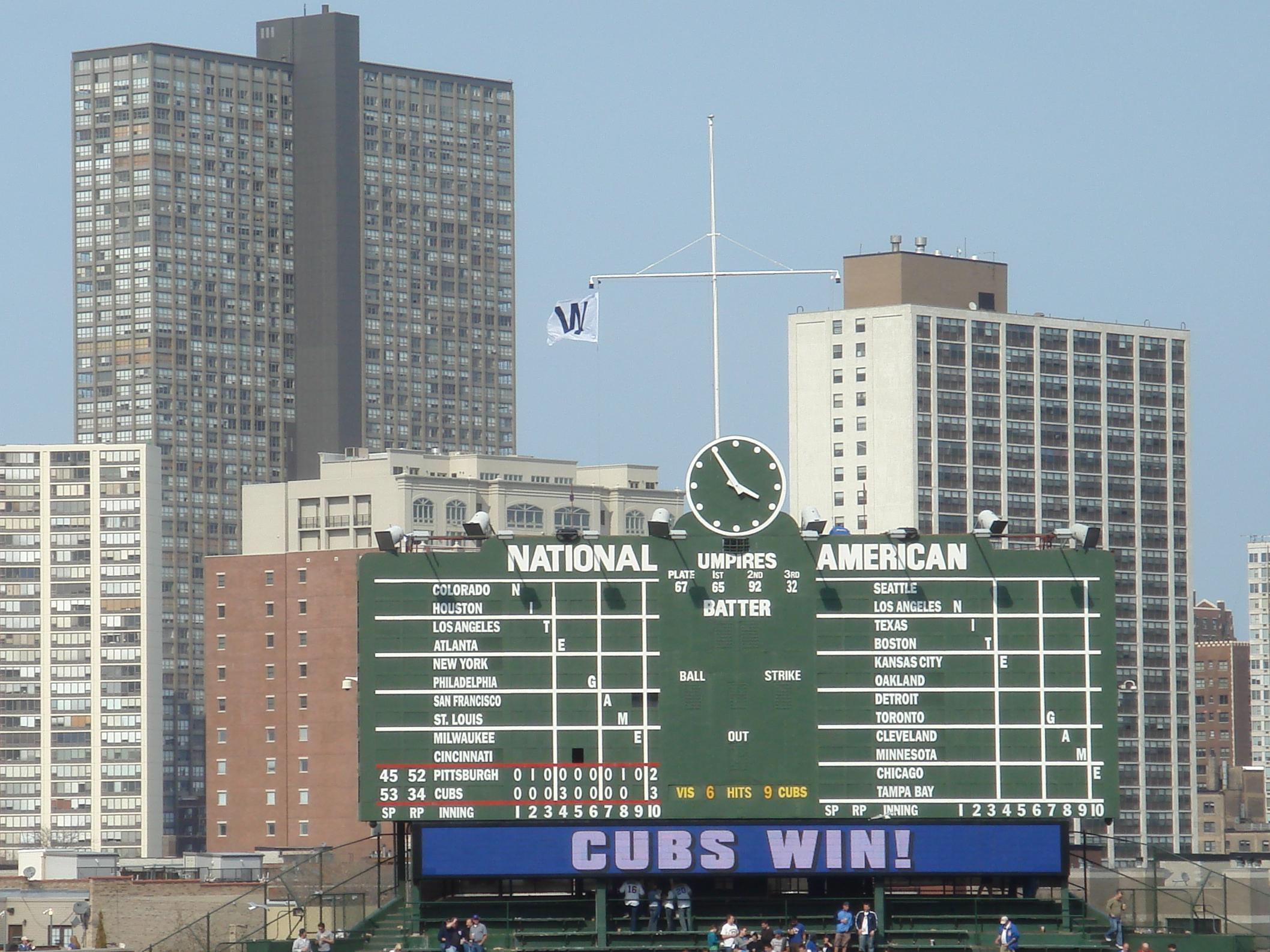
Vinstflaggan hissad för att indikera att Chicago Cubs vunnit en hemmamatch.

Cubs W och L flaggor är flaggor som hissas vid basebollklubben Chicago Cubs resultattavla på klubbens hemmaarena Wrigley Field efter vinst respektive förlust för Cubs. Vinstflaggan har ett blått "W" på vit botten och förlustflaggan har ett vitt "L" på blå botten. Flaggorna har hissats sedan 1940-talet, ursprungligen för att informera passagerare på Chicagos högbana, El, som passerar arenan. W:et står för win och L:et för loss, det vill säga vinst respektive förlust.

## Historia
Traditionen inleddes när Wrigley Field byggdes om och introducerade resultattavlan 1937. Först indikerades enbart med ljus – blått för vinst och vitt för förlust. På 1940-talet kompletterades ljusen med flaggor, men då var vinstflaggan blå med ett vitt "W" och förlustflaggan var vit med ett blått "L". Flaggstången användes för att hissa amerikanska flaggan och flaggor som representerade de andra klubbarna i Major League Baseball (MLB) förutom Cubs och deras motståndarlag. Syftet var att, förutom det estetiska inslaget, ge spelarna information om vindens riktning och styrka. Senare hissades flaggor med tröjnummer och namn för särskilt utvalda spelare i flaggstången. Dessa hade vit botten och därför beslöt man att ändra färgsättningen på vinstflaggan till vit med blå text, vilket skedde på 1980-talet.
Vinstflaggan har blivit en symbol för Chicago Cubs fans och flaggor säljs och hissas hemma och på arbetsplatser samt bärs på t-shirts och liknande. Traditionen påvisar att flaggan bara ska visas efter en seger, och att visa den innan betyder otur. Den har också skapat ett uttryck inom baseboll: "White flag time at Wrigley" (ungefär "Dags för vit flagg på Wrigley"), för att indikera att Cubs vunnit en hemmamatch. Fansen använder även mottot "Fly the W" (ungefär "Hissa W:et") inför matcherna. När Cubs vann sin 10 000:e match i MLB gjordes det på en bortamatch. Wrigley Field valde att hissa flaggan samt en flagga med siffran 10 000 för att hylla laget trots att de inte spelat matchen där.
När ishockeyklubben Chicago Blackhawks år 2010 vann Stanley Cup så hissade Wrigley Field en röd flagga med ett blått "W" för att hylla klubben. Färgen valdes eftersom Blackhawks normalt spelar i röda tröjor.